# 上海商学院

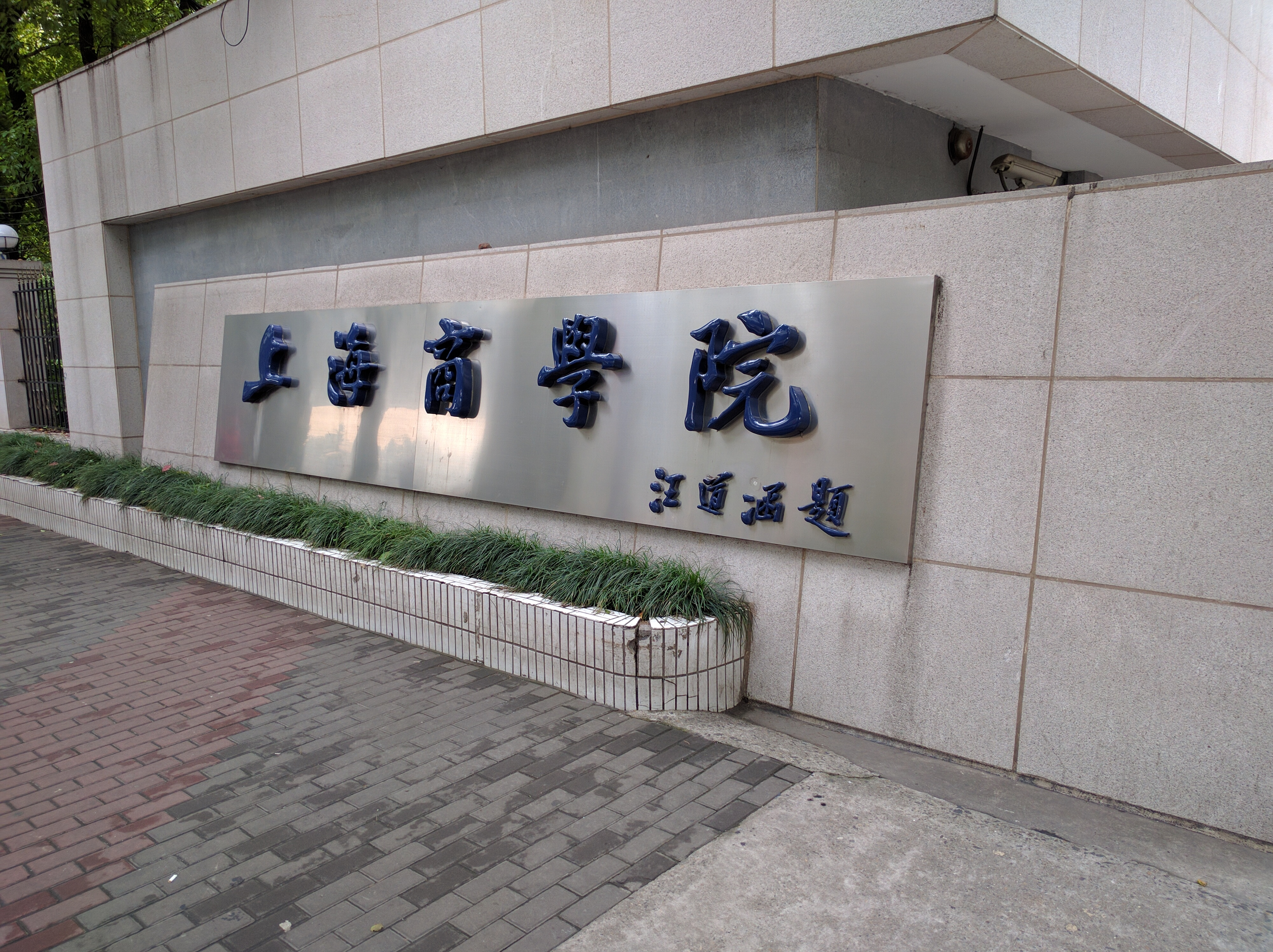

上海商学院（英語：Shanghai Business School, SBS），是上海市市属公办本科普通高校，前身为中央税务学校华东分校。该校现任党委书记沈大明。
目前该校本科层面有徐汇、奉贤两个校区，分别位于徐汇区中山西路2271号和奉贤区东方美谷大道6333号。

## 历史沿革
2004年9月，经市政府批准，在上海商业职业技术学院(中共上海市财贸党校)的基础上，建立上海商学院。

### 校名变迁
- 1950年02月 建立中央税务学校华东分校
- 1952年12月 改为华东财政学校
- 1956年4月 更名为财政部上海财政干部学校
- 1958年3月 更名为上海市财政贸易干部学校
- 1969年8月 停办上海市财政贸易干部学校
- 1978年10月 恢复上海市财政贸易干部学校
- 1983年3月 改为上海市财贸管理干部学院
- 1998年3月 建立上海商业职业技术学院
- 2004年9月 建立上海商学院[7][8]

## 臨近設施

### 徐匯校區
- 上海軌道交通1號線上海軌道交通4號線上海体育馆站
- 上海軌道交通3號線上海軌道交通4號線宜山路站
- 上海軌道交通9號線宜山路站
- 立信會計學院
- 上海市第六人民医院

### 奉浦校區
- 上海轨道交通5号线奉浦大道站
- 上海市奉贤区中心医院

### 交通路校区
- 上海商业会计学校北校区（交通路校区）

### 赤峰路校區
- 上海軌道交通8號線四平路站
- 上海軌道交通10號線同濟大學站
- 同濟大學

### 國權路校區
- 上海軌道交通10號線國權路站
- 復旦大學

## 机构设置

### 院系设置
- 上海洛桑酒店管理学院
- 工商管理学院
- 财金学院
- 商务经济学院
- 酒店管理学院
- 商务外语学院
- 艺术设计学院
- 商务信息学院
- 东方财富传媒与管理学院
- 文法学院
- 健康管理学院
- 现代流通国家级实验教学示范中心
- 国际教育学院、商务部国际商务官员基地（上海）
- 马克思主义学院

## 院区概况

### 徐汇校区
徐汇校区位于上海市徐汇区中山西路2271号。

### 奉浦校区
奉浦校区位于上海市奉贤区奉浦大道123号，为全院最大的校区。

### 高等技术学院各校区
上海商学院高等技术学院（英語：Advanced Technology College of Shanghai Business School）成立于2007年，在上海市区范围内有6个校（院）区，分别位于徐汇、奉贤、黄埔、普陀、闸北和杨浦。
现任高等技术学院院长为乔刚，副院长为傅建东。

## 事件
- 2008年11月14日6時10分，上海商學院徐匯院區女生宿舍因室內人員違規使用電器「熱得快」而失火，4名女學生跳樓逃生身亡。[14][15]
- 2018年1月底，有传言称上海对外经贸大学将与上海商学院合并并改名，引发上海对外经贸大学学生不满[16][17][18][19]。